# 우차노
우차노(이탈리아어: Uzzano)는 이탈리아 토스카나주 피스토이아도에 있는 코무네다. 피렌체에서 서쪽으로 45km, 피스토이아에서 남서쪽 15km 거리에 있다.

## 역사
우차노의 언덕 거주지의 기원은 롬바르디아 시기까지 거슬러 올라가며, 최초의 언급은 이곳의 성이 우차노와 몬티키아리(Montichiari), 비비나이아(Vivinaia)의 시뇨리아로 있던 롬바르디아족 혈통의 루카 출신 귀족이 소유하던 서기 1,000년 경이다. 1202년, 이 지역은 자치를 가지지만, 루카에 대한 의존을 가졌다. 14세기, 발디니에볼레의 다른 코무네들처럼 우차노도 피렌체의 지배하에 넘어가 이탈리아의 통일시기까지 남아있다가 루카의 관활권으로 넘어갔고, 피스토이아도(1928년)이 생기면서 분리되었다. 1963년에 우차노의 남부 지역이 떨어져나가 키에시나우차네세라는 코무네가 만들어졌다.